# Arquettes-en-Val
Arquettes-en-Val  es una pequeña localidad y comuna francesa, situada administartivamente en el departamento del Aude y la región de Languedoc-Roussillon. 
A sus habitantes se les denomina por el gentilicio en francés  Arquettois.

## Demografía
| 172 | 148 | 114 | 118 | 111 | 96 |
| Para los censos de 1962 a 1999 la población legal corresponde a la población sin duplicidades (Fuente: INSEE [Consultar]) |     |     |     |     |    |